# Andrius Navickas
Andrius Navickas (ur. 9 marca 1972 w Wilnie) – litewski dziennikarz, filozof i polityk, poseł na Sejm Republiki Litewskiej.

## Życiorys
Na Uniwersytecie Wileńskim ukończył filozofię (1996) i religioznawstwo (1998), następnie doktoryzował się w zakresie filozofii. Jako nauczyciel akademicki związany z macierzystą uczelnią, a także m.in. z Uniwersytetem Michała Römera. Pracował jako dziennikarz, tłumacz i wydawca, opublikował kilka pozycji książkowych. Był również urzędnikiem w resorcie sprawiedliwości i asystentem polityk Ireny Degutienė. Przez kilkanaście lat pracował w portalu internetowym Bernardinai.lt, pełnił funkcję jego redaktora naczelnego.
W wyborach w 2016 kandydował do Sejmu z ramienia Związku Ojczyzny. Mandat poselski objął w czerwcu 2017 w miejsce zmarłego Rokasa Žilinskasa. W 2020 z powodzeniem ubiegał się o reelekcję.